# 宮林昭彦
宮林 昭彦（みやばやし しょうげん、1932年3月27日 - 2014年7月10日）は、長野県長野市生まれの浄土宗の僧、仏教学者。大正大学教授。全日本仏教会副会長。大本山光明寺第百十二世法主。

## 年譜
- 1932年(昭和7年)3月27日 - 長野県更級郡真島村で誕生。[4]
- 1944年(昭和19年)4月 - 旧制長野県長野中学校入学。[1]
- 1948年(昭和23年) - 旧制大正大学予科入学。
- 1953年(昭和28年)3月 - 大正大学仏教学部仏教学科卒業。
- 1955年(昭和30年)3月 - 大正大学大学院文学研究科仏教学専攻修士課程修了。
- 1955年(昭和30年)4月 - 長野県更埴市・長福寺住職に就任。
- 1960年(昭和35年)4月 - 大正大学仏教学部講師に就任。
- 1961年(昭和36年)6月 - 神奈川県横浜市・大光院の住職に就任。
- 1962年(昭和37年)4月 - 大正大学助教授に就任。
- 1978年(昭和53年)4月 - 大正大学教授に就任。
- 1982年(昭和57年)11月 - 浄土宗教学院理事に就任。
- 1985年-1986年南方上座部仏教の戒律実態調査のため、タイ王国バンコク市トンブリのワット・パクナム・パーシーチャロアンにて出家・得度。
- 1992年(平成4年)4月 - 大正大学浄土宗学監に就任。
- 1993年(平成5年)4月 - 大正大学人間学部仏教学科長に就任。
- 1997年(平成9年)4月 - 大正大学仏教学部長に就任。
- 2000年(平成12年)9月 - 神奈川県鎌倉市・高徳院の住職を兼務。
- 2001年(平成13年)3月 - 浄土宗大本山光明寺・第113世法主に就任。
- 2002年(平成14年)3月 - 大正大学を退職。
- 2002年(平成14年)4月 - 日韓仏教交流協議会長に就任。
- 2012年(平成24年)4月 - 全日本仏教会副会長に就任。
- 2014年(平成26年)7月10日 - 82歳にて遷化。法名「青連社大僧正眞譽上人實阿律道昭彦大和尚」

## 著書
- 『仏教とその流れ』浄土選書・浄土宗宗務庁 1978
- 『人間として 戒のある生活』浄土宗出版室 1996
- 『法然上人と浄土宗』みち書房 1998
- 『授戒 仏心を育てる』青史出版 2002

### 共著・訳
- 『信州の仏教寺院 第2巻 浄土教・日蓮宗』共著 郷土出版社 1986、新版1996
- 義浄『現代語訳南海寄帰内法伝 七世紀インド仏教僧伽の日常生活』加藤栄司共訳 法藏館 2004／法蔵館文庫 2022.11

### 記念論文集
- 『仏教思想の受容と展開 宮林昭彦教授古稀記念論文集』山喜房佛書林 2004

## 論文
- Cinii